# رويال بانانا
رويال بانانا (بالصومالية: Wakaalada Muuska)‏ (بالإيطالية: Regia Azienda Monopolio Banan RAMB)‏ كانت شركة ومؤسسة مملوكة لإيطاليا تأسست في مقديشو عام 1935، لنقل وتسويق الموز المحصود في الصومال الإيطالي في جميع أنحاء الإمبراطورية الإيطالية، مباشرة والمناطق التي تحت سيطرة المستعمرة وكان آخر نقل للموز إلى إيطاليا في أوائل عام 1940، فقد نجا من السنوات الأولى من الحرب العالمية الثانية واستمر رسميًا حتى عام 1946 توجد بقايا جدرانها حاليا في حي شنغاني في مقديشو .

## التاريخ
عندما انخفض سعر القطن بعد عام 1929، أصبح الموز هو المحصول الأكثر ربحية في الإمبراطورية. كان لدى رامب أسطول صغير من سبع سفن، بما في ذلك أربعة قوارب موز تم تكليفها حديثًا والتي تنقل الموز بسرعة من القرن الأفريقي إلى أوروبا. عملت رامب مباشرة مع منتجي الموز الإيطاليين في جوبا السفلى و جينالي، الذين مثلهم اتحاد مزارعي الموز في الصومال (FEBAS).  في عام 1939، تم نقل 450000 طن من الموز إلى إيطاليا بواسطة أربع سفن وثلاث سفن شحن أخرى بعد دخول إيطاليا في الحرب العالمية الثانية، أعيد تصنيف قوارب الموز للاستخدام البحري وشهدت الخدمة قبالة سواحل إفريقيا وفي البحر الأبيض المتوسط. من بين سفنها السبع، نجا رامب الثالث [الإنجليزية]فقط من الحرب وتم تحويله إلى يخت شخصي لجوزيب بروز تيتو، رئيس جمهورية يوغوسلافيا الاتحادية الاشتراكية. بعد أن استعادت إيطاليا السيطرة الإدارية على الصومال في عام 1950، أعادت الحكومة تنشيط احتكار الموز باسم موز مانبوليو بهدف تنشيط الصناعة الزراعية التي تضررت بشدة. واصلت أ م ب تنظيم أسعار وتسويق الموز في الصومال حتى تم حلها في عام 1964، بعد أربع سنوات من حصول البلاد على الاستقلال.

## السرعة
| الصورة | الاسم                    | تكليف            | التكلفة | ملاحظات                                                              |
| ------ | ------------------------ | ---------------- | ------- | -------------------------------------------------------------------- |
|        | رامب الأول [الإنجليزية]  | 6 December 1937  | 3,666   | غرقت, 27 February 1941                                               |
|        | رامب الثاني [الإنجليزية] | 6 September 1937 | 3,676   | غرقت, 12 January 1945                                                |
|        | رامب الثالث [الإنجليزية] | 1937             | 3,675   | تم إعادة تصنيفها بعد الحرب كسفينة تدريب يوغوسلافية غالب [الإنجليزية] |
|        | رامب الرابع [الإنجليزية] | 1937             | 3,667   | غرقت, 10 May 1942                                                    |